# Lucrecia Martel
Lucrecia Leonor Martel (Salta, 14 de diciembre de 1966) es una directora de cine, guionista y productora de cine argentina. Sus películas han sido presentadas en los festivales de cine más prestigiosos, como ser; Cannes, Berlín, Venecia, Toronto, entre otros. Su primer largometraje, La ciénaga (2001), fue aclamado internacionalmente tras su estreno, y la introdujo como una voz nueva y vital en el cine argentino. David Oubiña calificó a la película como «uno de los mayores logros» del nuevo cine argentino, y como parte de una ola de cine contemporáneo que comenzó a mediados de la década de 1990 en Argentina en reacción a décadas de crisis políticas y económicas. De manera similar, el estudioso del cine Haden Guest la ha llamado "una de las cineastas más prodigiosamente talentosas del cine mundial contemporáneo". Además, en una encuesta realizada por el Museo del Cine Pablo Ducrós Hicken en 2022, dicha película ocupa el primer puesto de entre las cien mejores películas del Cine Argentino.
Los siguientes tres largometrajes de Martel recibieron un mayor reconocimiento internacional: el drama adolescente La niña santa (2004), el thriller psicológico La mujer sin cabeza (2008) y el drama histórico Zama (2017), basado en la novela homónima de Antonio Di Benedetto.
Martel expresó "Lo que yo hago es todo mentira, es todo artefacto. Yo no creo en la verdad y si hay algún efecto de verdad en mis películas, es un milagro. Pero es todo armado, todo mentira, todo escrito, todo puesto, todo falso. Creo en eso, creo en la falsedad. Y creo que es la única forma de percibir algo", afirmó la cineasta, analizando su propia obra.

## Biografía

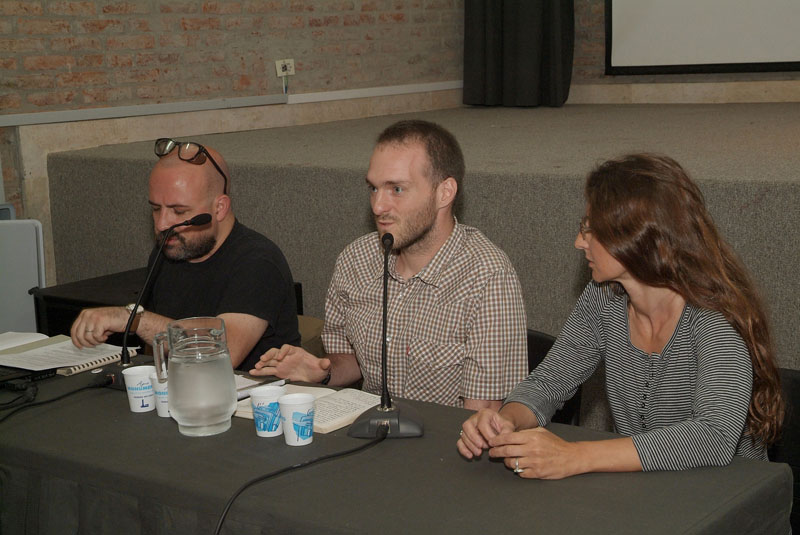
Charla de la directora de cine Lucrecia Martel y el crítico de arte Rafael Cippolini en el marco de la segunda jornada de Estéticas de la dispersión

### Trayectoria
Lucrecia Leonor Martel nació en Salta, Argentina, el 14 de diciembre de 1966. Cursó sus estudios secundarios en el Bachillerato Humanista Moderno de la ciudad de Salta, donde era compañera de clase de Juan Manuel Urtubey. Martel se formó en la Escuela Nacional de Experimentación y Realización Cinematográfica (ENERC) de Buenos Aires. Dirigió los cortos El 56 (1988), Piso 24 (1989), Besos rojos (1991) y Rey muerto (1995), este último con un esquema de producción industrial, gracias a que el guion ganó el concurso «Historias Breves» del Instituto Nacional de Cine (INCAA) de Argentina, así como la serie de televisión D.N.I. (1995) y el programa infantil poco convencional Magazine For Fai, antes de realizar su primer largometraje, La ciénaga (2001), por el cual obtuvo numerosos premios, entre ellos el premio NHK del Festival de Cine de Sundance, el Grand Prix del Festival de Cine latinoamericano de Toulouse, el premio a mejor película y mejor directora del Festival de Cine de La Habana, el Premio Alfred Bauer Prize del Jurado Internacional en 2001 en el Festival Internacional de Cine de Berlín y una nominación al Oso de Oro en el mismo Festival Internacional de Cine de Berlín. En 2004 su segundo largometraje, La niña santa, fue nominado a la Palma de Oro en el Festival de Cine de Cannes. Su tercer filme, La mujer sin cabeza, fue seleccionado en el Festival de Cannes en 2008. En 2011 obtuvo el Premio Konex como uno/a de los/as 5 mejores directores/as de cine de la década en la Argentina.
En 2019, fue elegida presidenta del jurado del Festival de Cine de Venecia. En el marco de dicho festival tuvo a su cargo el discurso homenaje a Pedro Almodóvar.. Ese mismo año tres de sus largometrajes formaron parte de las 100 mejores películas de todos los tiempos dirigidas por mujeres, según una encuesta organizada por la BBC. Además, estuvo a cargo de la puesta visual del espectáculo Cornucopia de la artista islandesa Björk, que se estrenó en el centro cultural The Shed de Nueva York el 6 de mayo de 2019. «Me siento muy orgullosa de poder trabajar junto a una de las mujeres más innovadoras del mundo de la música. Colaborar en un show de Björk es un pasaporte al siglo XXII», dijo al anunciar la convocatoria de parte de la cantante.

## Filosofía

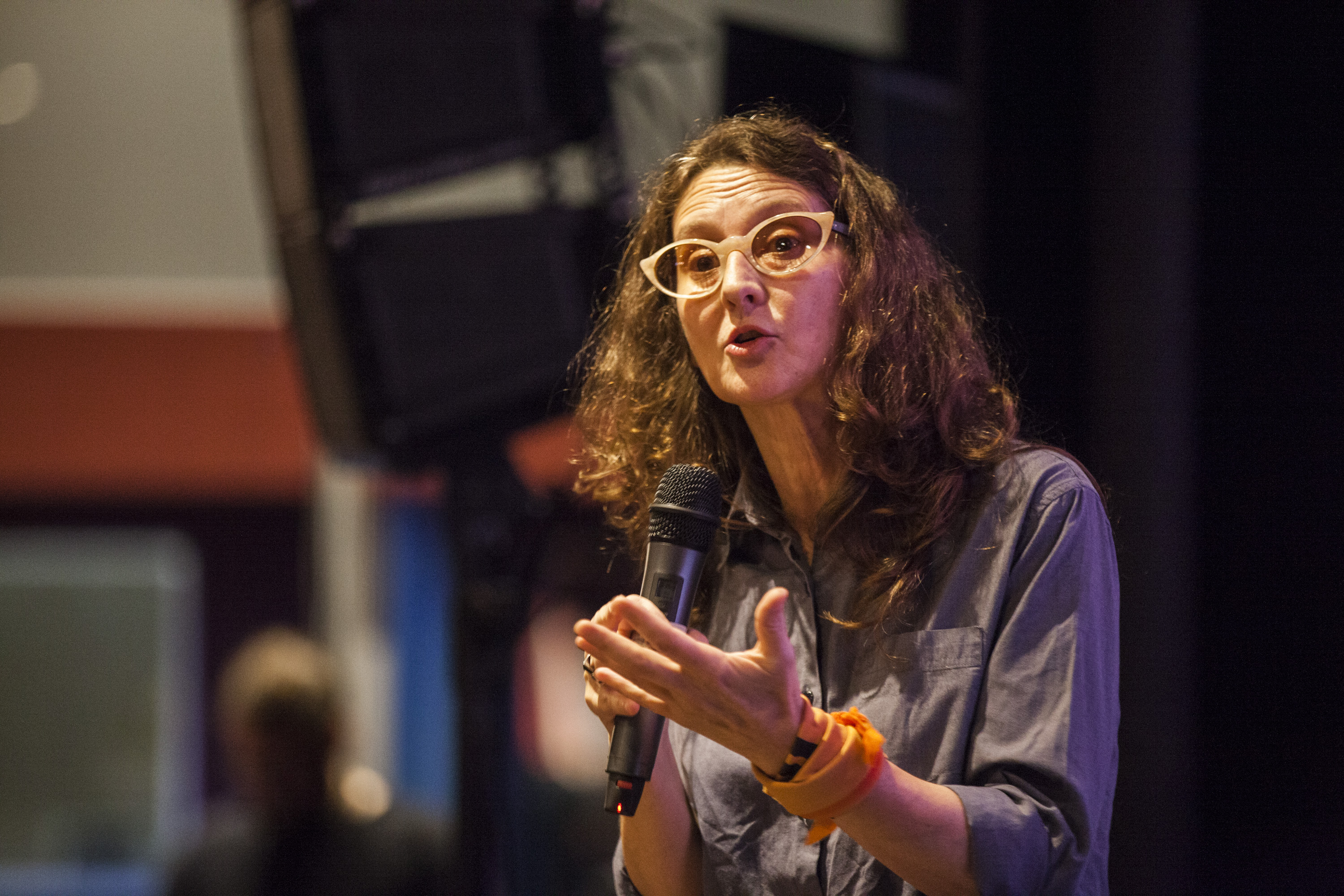
Lucrecia en el 33° Festival Internacional de cine de Mar del Plata

Según Lucrecia Martel, a la hora de escribir un guion, «aunque vos después quieras poner un plato volador, unos bichos verdes, tu fuente de inspiración, donde vas a imaginarte movimientos, formas de hablar, situaciones, es lo que te rodea. Y ahí lo vas a transformar en otra cosa. Si vos solamente te vas a dedicar a ver películas, es como que ya está todo armado por otros. Está buenísimo, pero eso solo no te va a ayudar; lo que te va a ayudar es tu vecindario, tu casa, tu familia, tu país».
No obstante, en 2016, también expresó la importancia de alejarse de lo «folclórico» o el retrato de la «esencia» a la hora de pensar el arte. «Quizás sea posible otra mirada sobre la música, la narración oral, el canto, la literatura, el cine, la televisión, la democracia, la política, el trabajo de funcionario público, el comercio, el amor, el desamor, en fin, quizás sea posible ver algo nuevo si nos alejamos un poco de las ideas de esencia, de identidad que tan rápidamente nos sumergen en el patriotismo barato, belicoso y corrupto en el que este país [Argentina] parece empecinado. Barato, porque hay pocos esfuerzos de reflexión sobre lo que nos constituye como comunidad. Belicoso, porque fácilmente engendra intolerancia. Y corrupto, porque está siempre a tiro para encontrar justificaciones a los privilegios. El folklore me ha parecido siempre una categoría inútil cuando no peligrosa. Lo que ahí se encuentra parece condenado a la repetición y la conservación malsana. Como si las expresiones de la humanidad para ser valiosas debieran tener antecedentes. Y, con una sustitución provocativa, diría que prefiero el trip al folk. El viaje, la aventura, antes que la afirmación de “lo nuestro”. Hay demasiada “mi tierra” en las zambas». Profundizando en esa línea, consideró que pretender retratar «lo femenino» significa caer «en un pantano»: «En torno a lo femenino, no me interesa contar nada. Si nos ponemos a pensar sobre eso caemos en un pantano peor que el del folklore. Lo propio de la narrativa son las observaciones sobre lo que nos rodea. Cuando esas observaciones son muy agudas, la mayoría de las categorías con las que domesticamos al mundo, como lo femenino, lo nuestro, lo ajeno, mi tierra, perecen».
A su vez, en 2013, durante una entrevista, Martel se manifestó en contra de la práctica del pitching y el uso de reels en la etapa de desarrollo de proyectos cinematográficos. «El pitching lo inventó la publicidad para descubrir la característica única de un producto. “Esta manteca es natural; no se derrite a 90 °C”. Eso, llevado a la complejidad del cine, no lleva más que a la versión dosificada de una película. Es un proceso vacío. La industria se puso un poco torpe. Esta boludez del pitching: está todo el tiempo en todos los festivales que antes eran de autor. Como se banalizó mucho, quedan pocos productores, poca gente, que realmente se profundice en el cine». Sugirió a los cineastas que «nunca hagan teasers o adelantos con escenas de la película para presentarse, porque eso puede ser el fin. Es mejor hacer el corto de una idea que te parezca potente; no tratar de hacer un tráiler. Esas cositas medio “pícaras” salen mal». Sin embargo, apoya la idea de que los cineastas nóveles participen de «laboratorios» o residencias en los cuales trabajen a partir de un guion. «Desde que yo empecé hasta ahora el mundo del que se inicia en cine ha cambiado mucho. Ahora hay muchas instancias donde los jóvenes con proyectos pueden ir a laboratorios, a residencias, a lugares donde se pitchean las películas y una serie de cosas de las que tengo dudas. Creo que estos encuentros son muy importantes, pero tienen que hacerse cuando la persona ya tiene un guion con el que quiere trabajar. Esa es la sensación que tengo».

## Filmografía

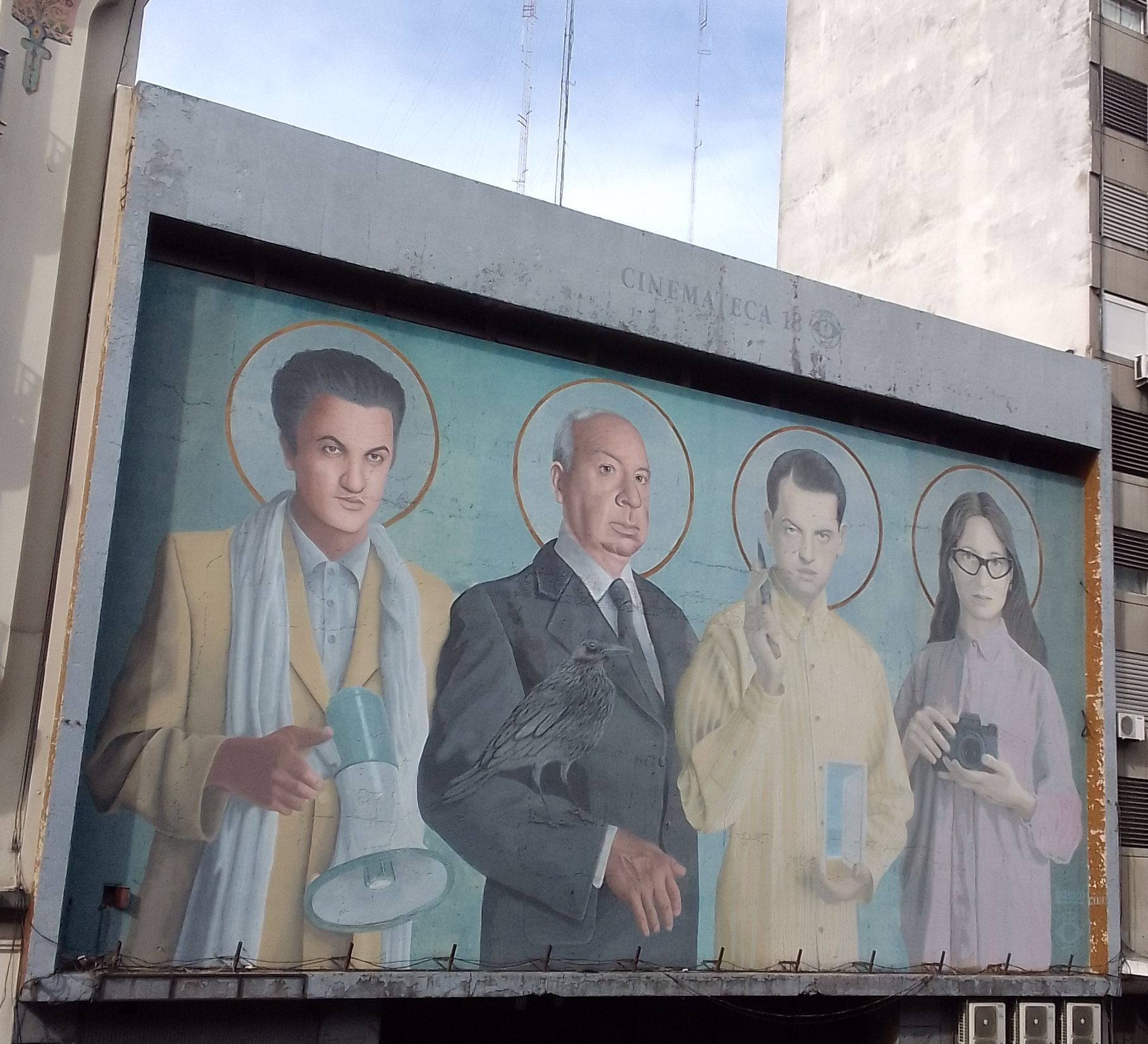
Fellini, Hitchcock, Buñuel y Martel, mural en Montevideo, Uruguay en 2022.

### Cine
| Año  | Título              | Créditos             |
| ---- | ------------------- | -------------------- |
| 2001 | La ciénaga          | Directora, guionista |
| 2004 | La niña santa       | Directora, guionista |
| 2008 | La mujer sin cabeza | Directora, guionista |
| 2017 | Zama                | Directora, guionista |

### Cortometrajes
| Año  | Título                    | Créditos                        |
| ---- | ------------------------- | ------------------------------- |
| 1988 | El 56                     | Directora                       |
| 1989 | No te la llevarás maldito | Directora, guionista            |
| 1989 | La otra                   | Directora                       |
| 1989 | Piso 24                   | Directora                       |
| 1991 | Besos rojos               | Directora                       |
| 1995 | Rey muerto                | Directora, guionista            |
| 2006 | La ciudad que huye        | Directora, guionista, narradora |
| 2010 | Nueva argirópolis         | Directora, guionista            |
| 2010 | Pescados                  | Directora                       |
| 2011 | Muta                      | Directora, coguionista          |
| 2015 | Leguas                    | Directora, guionista            |
| 2018 | Julieta Laso: fantasmas   | Directora                       |
| 2019 | AI                        | Directora                       |
| 2021 | Terminal Norte            | Directora, guionista            |
| 2022 | Camarera de Piso          | Directora, guionista            |

### Series de televisión
| Año  | Título           | Episodio           | Créditos  |
| ---- | ---------------- | ------------------ | --------- |
| 1995 | Magazine for fai | Año #1 Episodio #1 | Directora |
| 1995 | D.N.I            |                    |           |
| 1999 | Las dependencias | Documental         | Directora |

## Premios y nominaciones
| Año  | País      | Otorgador                                             | Premio                                                            |
| ---- | --------- | ----------------------------------------------------- | ----------------------------------------------------------------- |
| 2001 | Alemania  | Festival Internacional de Cine de Berlín              | Premio Alfred Bauer                                               |
| 2001 | Cuba      | Festival de Cine de La Habana                         | Mejor dirección, Gran Premio Coral, primer premio                 |
| 2001 | Francia   | Festival Cinelatino de Toulouse                       | Premio Discovery, Grand Prix                                      |
| 2001 | Uruguay   | Festival Internacional de Cine de Uruguay             | Ópera prima. Mención especial                                     |
| 2001 | Uruguay   | Asociación Críticos de Cine del Uruguay               | Mejor película latinoamericana                                    |
| 2002 | Argentina | Asociación de Cronistas Cinematográficos              | Cóndor de Plata Mejor ópera prima                                 |
| 2004 | Chile     | Festival Internacional de Cine de Valdivia            | Mejor dirección, Premio de la Crítica                             |
| 2004 | Cuba      | Festival de Cine de La Habana                         | Mejor dirección                                                   |
| 2008 | Argentina | Academia de las Artes y las Ciencias Cinematográficas | Premio Sur, Mejor Película de ficción, dirección y guion original |
| 2008 | Brasil    | Festival Internacional de Cine de Río de Janeiro      | FIPRESCI Premio Internacional de la Crítica                       |
| 2008 | Perú      | Lima Latin América Film Festival                      | Premio de la Crítica                                              |
| 2011 | Argentina | Fundación Konex                                       | Mejor Directora de Cine: período 2001-2010.                       |
| 2017 | Japón     | Festival Latin Beat de Tokio                          | Mejor película                                                    |
| 2017 | España    | Festival de Sevilla                                   | Mención especial del jurado                                       |
| 2017 | Cuba      | Festival de Cine de La Habana                         | Mejor dirección                                                   |
| 2017 | Francia   | Festival Cinelatino de Toulouse                       | Grand Prix                                                        |
| 2021 | Argentina | Fundación Konex                                       | Premio Konex a Mejor Directora de Cine: período 2011-2020.        |

## Reconocimientos
- 2023, Doctora honoris causa. KU Leuven, Bélgica.[9]
- 2023, Doctora honoris causa. Universidad de Buenos Aires, Argentina.[9]
- 2023, Doctora honoris causa. Universidad Nacional de Salta, Argentina.[10]
- 2023, Ciudadana Ilustre de Montevideo.[11]